# Michael Essien
Michael Kojo Essien, född 3 december 1982 i Accra, är en ghanansk fotbollsspelare som spelar för azerbajdzjanska Sabail.

## Karriär
Essien påbörjade sin karriär i den lokala klubben Liberty Professionals. Han slog igenom internationellt vid U-17-VM 1999 i Nya Zeeland, då många europeiska storklubbar fick upp ögonen för den talangfulle spelaren.
I juli 1999 gick Michael Essien till SC Bastia, på Korsika. Tiden i Bastia präglades till en början av återkommande positionsbyten i laget. Essien började sin tid i Bastia som höger- och vänsterback men fick även spela central mittfältare. Vid ungdoms-VM i Argentina 2001 spelade han till sig en plats i Ghanas A-landslag, där han gjorde debut under Afrikanska mästerskapen 2002.
Säsongen 2002/2003 tog han Bastia till UEFA-cupen. Han svarade för 6 mål den säsongen. Essien flyttade till de regerande mästarna Lyon som året efter vann ligan för tredje gången i rad.
I augusti 2005 förklarade Essien att han skulle strejka eftersom han tyckte att Lyon försökte sätta stopp för hans karriär genom att inte vilja sälja honom till engelska ligamästarna Chelsea. Den här transfern blev segdragen och det tog lång tid innan de båda klubbarna kom överens. Chelseas tränare, José Mourinho, var angelägen om att få Essien till klubben, och övergångssumman skrevs till 25 miljoner brittiska pund (cirka 350 miljoner svenska kronor). Den 14 augusti offentliggjordes övergången. I Lyon hade Michael tröja nummer 4, men eftersom Claude Makelele har nummer 4 i Chelsea fick Essien nummer 5. I och med köpet av Michael Essien satte Chelsea FC ett nytt klubbrekord vad gäller övergångssumma. Det tidigare rekordbeloppet låg på 24 miljoner brittiska pund som man betalade för att få över Didier Drogba från Marseille i Frankrike.
Essien gjorde sin debut för Chelsea den 21 augusti mot Arsenal. Den 15 september blev Michael Essien avstängd två matcher i Champions League efter att ha tacklat Liverpools Dietmar Hamann på ett farligt sätt. Han missade därigenom matcherna mot FC Barcelona, som slog ut Chelsea ur turneringen.
Utgångspositionen är på mittfältet men Essien har vid ett flertal tillfällen vikarierat som högerback och mittförsvarare.
Under augusti säsongen 08/09 drog Essien på sig en allvarlig skada på ett ligament i knät. Detta gjorde att Essien blev borta under resten av höstsäsongen och början på vårsäsongen. Essien gjorde comeback den 7 mars när Chelsea mötte Coventry i FA-Cupen. I Chelseas returmatch mot Juventus i Champions League gjorde Essien kvitteringsmålet 1-1 och som även bidrog till att Chelsea avancerade till kvartsfinal. Efterföljande match var ligamatchen mot Manchester City som slutade 1-0. Även här var det Essien som gjorde målet.

## Meriter
Lyon
- Ligue 1: 2003/2004, 2004/2005
- Trophée des Champions: 2003, 2004

Chelsea
- Premier league: 2005/2006, 2009/2010
- FA-cupen: 2006/2007, 2008/2009, 2009/2010, 2011/2012
- Engelska Ligacupen: 2006/2007
- Community Shield: 2009
- Uefa Champions League: 2011/2012

Individuellt
- BBC African Footballer of the Year: 2006
- Årets spelare i Ghana: 2008
- Årets spelare i Chelsea: 2007
- Årets lag i Ligue 1: 2003, 2005